# S-tog C

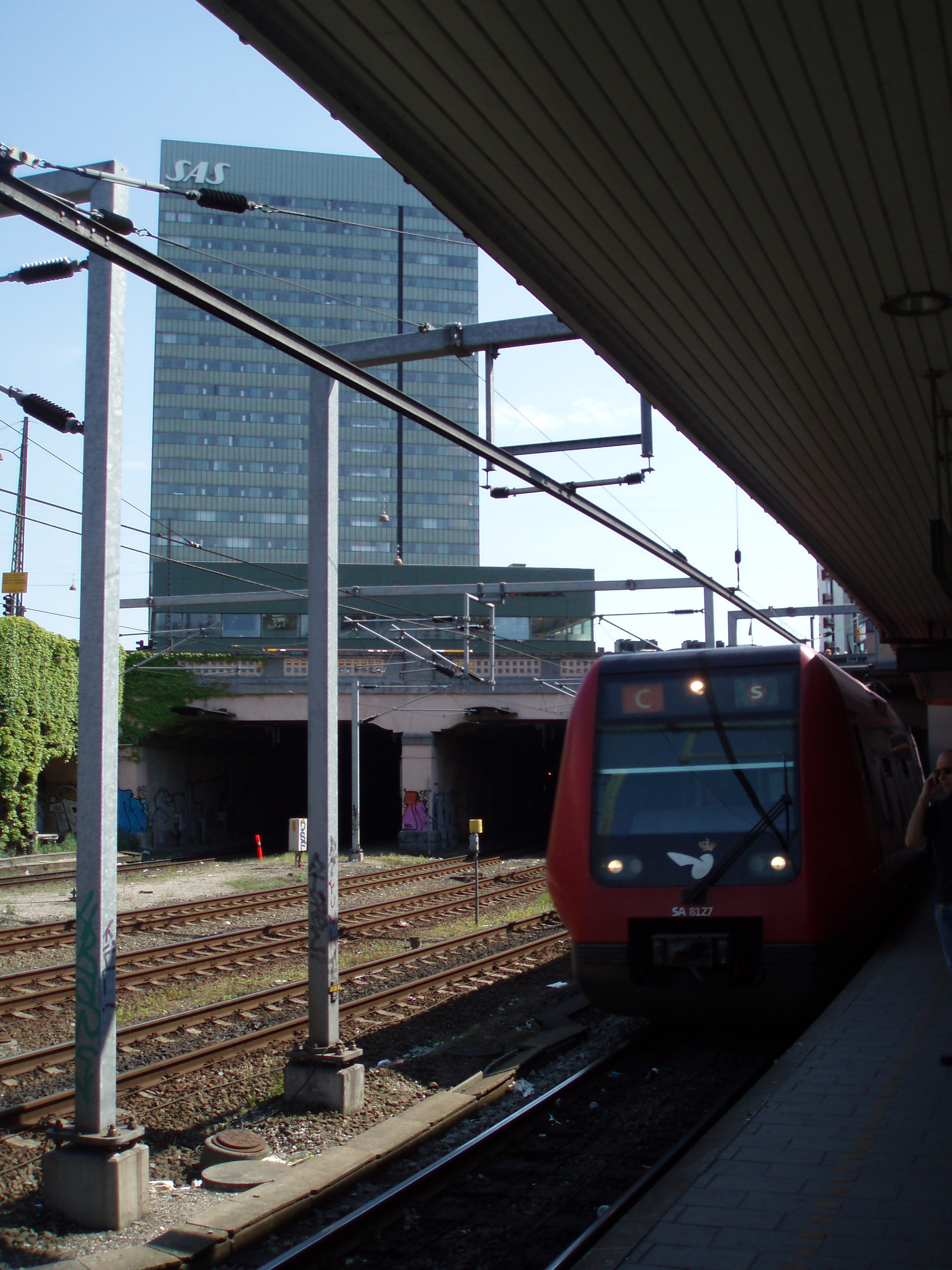
Lijn C op Station Vesterport.

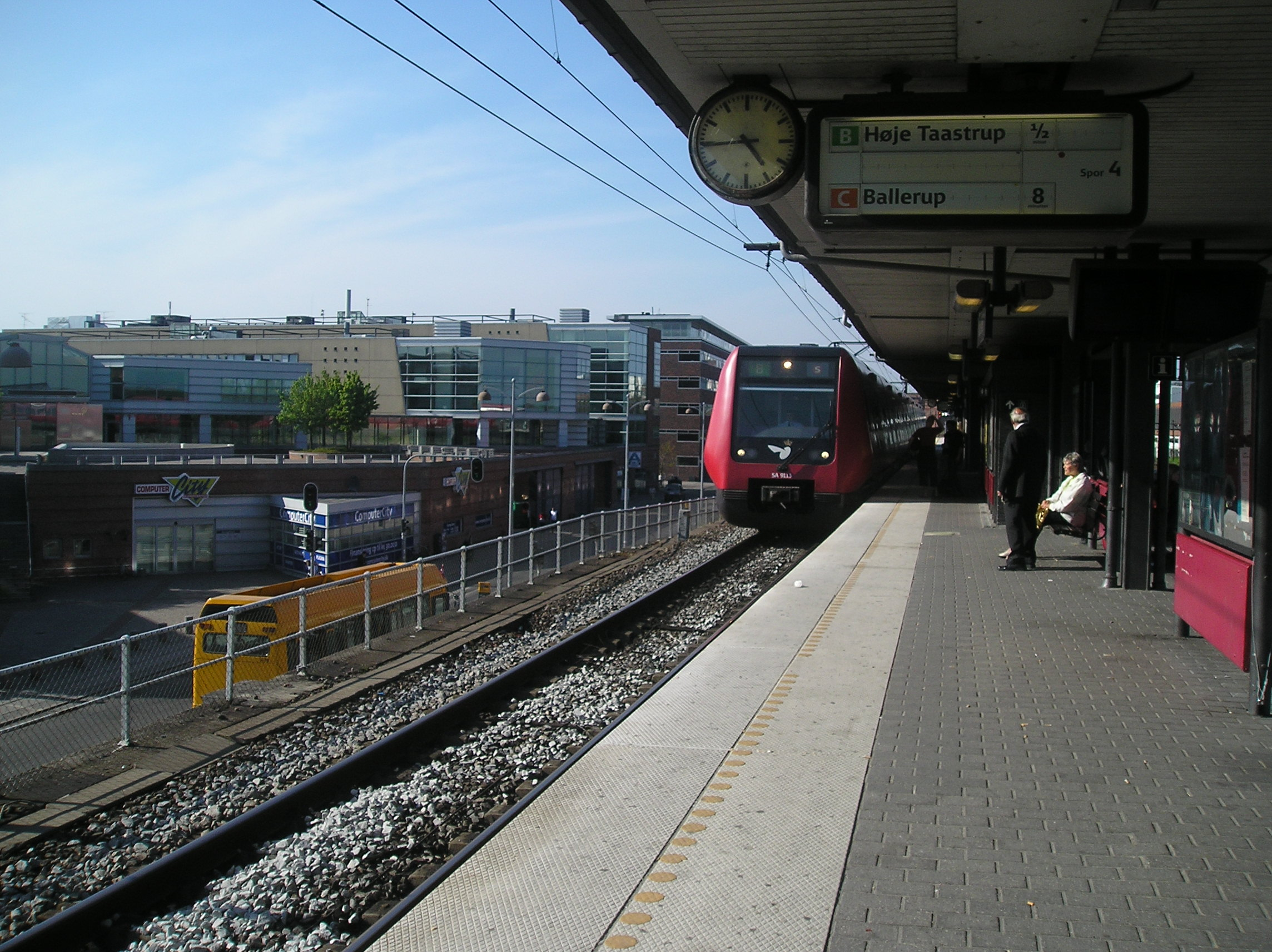
Lijn C naar Ballerup wordt verwacht op Station Nordhavn.

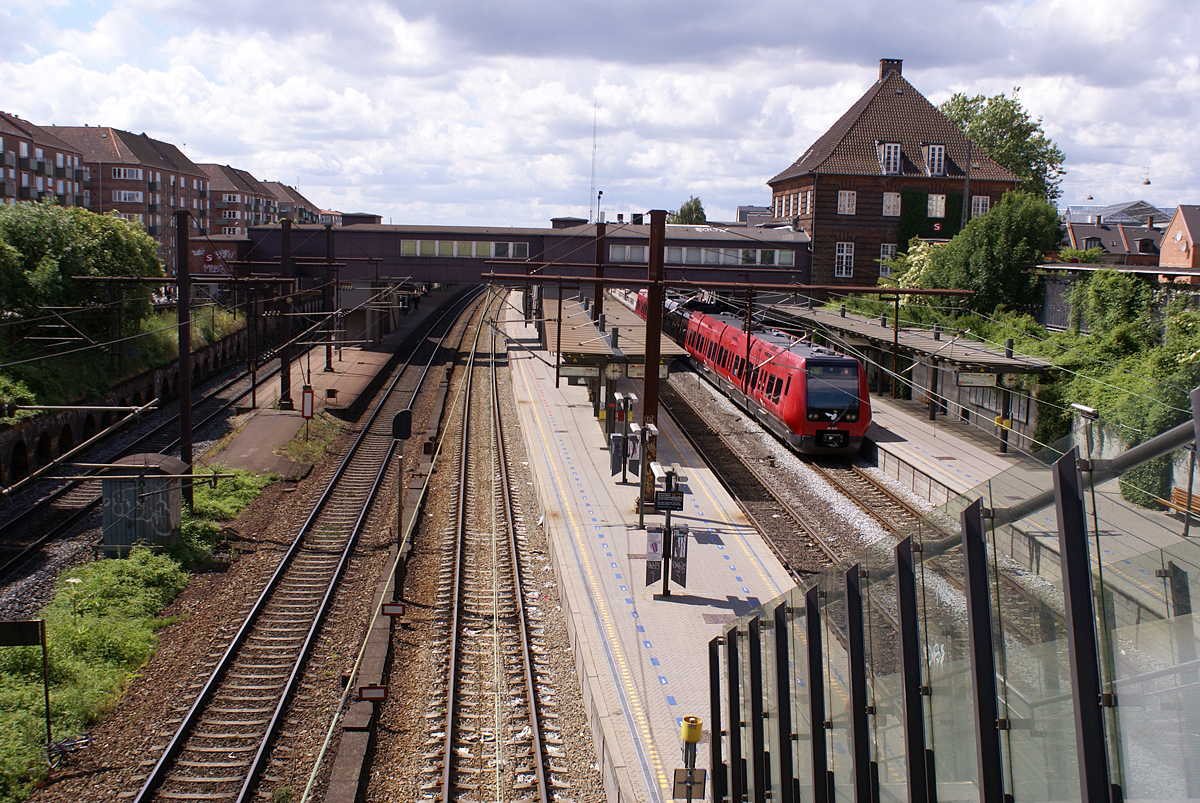
S-tog Lijn C stopt altijd op Station Valby.

S-tog C is een S-toglijn tussen Klampenborg en Frederikssund via Københavns Hovedbanegård.

## Geschiedenis
Tot aan 2007 waren er aparte lijnaanduidingen voor de extra treindiensten die de hoofdlijn versterkte in de daguren. Ten eerste daar de lijnen niet dezelfde haltes aandeden, en ten tweede daar iedere lijn maximaal driemaal per uur mocht rijden.

### C, Cc (en H)
Lijn C werd in 1950 opgericht, toen de lijn Ballerup en Holte (zie lijn B) in tweeën werd gedeeld, voor betere aansluitingen op Vanløse. Hierna werd lijn C de vaste lijn naar Ballerup.
Tussen 1972 en 1979 heette de trein, die op alle stations naar Ballerup stopte, lijn H.
Tot aan 1979 reed lijn C naar Ballerup, maar niet naar Holte. Normaliter was Hellerup het eindstation. Deze lijn werd echter regelmatig, op zonnige zondagen, verlengd naar Klampenborg, daar bij mooi weer er meer publiek naar de kustplaats trok.
Tussen 1979 en 1989 reden er twee lijnen C en Cc.
Van 1966 tot 1993 reed er in de spitsuren de spitslijn Cx.
| Naam | Zuid-einde                                                                               | Jaar      | Noord-einde                                                                        |
| ---- | ---------------------------------------------------------------------------------------- | --------- | ---------------------------------------------------------------------------------- |
| C    | Frederikssundbanen: alle haltes tot aan Ballerup                                         | 1950–1955 | Nordbanen: alle haltes tot aan Holte; alleen tijdens de spits                      |
| C    | Frederikssundbanen: alle haltes tot aan Ballerup                                         | 1955–1963 | Zoals de voorgaande jaren, echter zonder stop tussen Hellerup-Lyngby               |
| C    | Frederikssundbanen: alle haltes tot aan Ballerup                                         | 1963–1964 | Zoals de voorgaande jaren, echter alleen in de daguren. (ma-za)                    |
| C    | Frederikssundbanen: alle haltes tot aan Ballerup                                         | 1964–1972 | Zoals de voorgaande jaren, echter nu ook in de avonduren. (ma-za)                  |
| C    | naar Ballerup, zonder stop tussen Vanløse-Herlev                                         | 1972–1973 | Zoals de voorgaande jaren, echter nu ook in de avonduren. (ma-za)                  |
| C    | Zoals de voorgaande jaren, echter alle haltes tot aan Vanløse in de avonduren. (ma-vrij) | 1973–1979 | Zoals de voorgaande jaren, echter alleen in de daguren, geen avonddienst (ma-vrij) |
| Cc   | naar Ballerup Zoals de voorgaande jaren, echter zonder stop Valby-Vanløse-Herlev         | 1979–1989 | Zoals de voorgaande jaren, echter alleen in de daguren, geen avonddienst (ma-vrij) |
| C    | Frederikssundbanen: alle haltes tot aan Ballerup                                         | 1979–1989 | Klampenborgbanen: alle haltes tot aan Klampenborg                                  |
| C    | Frederikssundbanen: alle haltes tot aan Ballerup                                         | 1989–2007 | Klampenborgbanen: alle haltes tot aan Klampenborg                                  |
| C    | alle haltes tot aan Ballerup; enkele treinen reden door naar Frederikssund               | Sep 2007- | Klampenborgbanen: alle haltes tot aan Klampenborg                                  |

### Cx
| Naam                   | Zuid-einde                                                                     | Jaar      | Noord-einde                                                          |
| ---------------------- | ------------------------------------------------------------------------------ | --------- | -------------------------------------------------------------------- |
| Cx                     | Frederikssundbanen: naar Ballerup; zonder stop Københavns Hovedbanegård-Herlev | 1966–1972 | eindstation op Østerport                                             |
| Cx                     | naar Ballerup; zonder stop Københavns Hovedbanegård-Jyllingevej                | 1972–1977 | Nordbanen: naar Hillerød; zonder stop Københavns Hovedbanegård-Holte |
| Cx                     | naar Ballerup; zonder stop Københavns Hovedbanegård-Jyllingevej                | 1977–1989 | Zoals voorgaande jaren, echter met stop op Lyngby                    |
| Cx                     | naar Ballerup; zonder stop Valby-Jyllingevej                                   | 1989–1993 | eindstation op Københavns Hovedbanegård                              |
| Vervangen door lijn H+ |                                                                                |           |                                                                      |

## Stations
| Station                  | Overstappunt | Foto * | Type                         | Geopend           | Ligging                        | Opmerkingen |
| ------------------------ | ------------ | ------ | ---------------------------- | ----------------- | ------------------------------ | ----------- |
| Klampenborg              |              | 200 !  | maaiveld                     | 22 juli 1863      | 55° 46′ 37″ NB, 12° 35′ 18″ OL |             |
| Ordrup                   |              | 210 !  | maaiveld                     | 1 juli 1924       | 55° 45′ 45″ NB, 12° 35′ 0″ OL  |             |
| Charlottenlund           |              | 220 !  | maaiveld                     | 22 juli 1863      | 55° 45′ 6″ NB, 12° 34′ 20″ OL  |             |
| Hellerup                 |              | 340 !  | maaiveld                     | 22 juli 1863      | 55° 43′ 51″ NB, 12° 34′ 1″ OL  |             |
| Svanemøllen              |              | 360 !  | maaiveld                     | 15 mei 1934       | 55° 42′ 56″ NB, 12° 34′ 41″ OL |             |
| Nordhavn                 |              | 370 !  | talud                        | 15 mei 1934       | 55° 42′ 22″ NB, 12° 35′ 26″ OL |             |
| Østerport                |              | 380 !  | uitgraving                   | 2 augustus 1897   | 55° 41′ 35″ NB, 12° 35′ 15″ OL |             |
| Nørreport                |              | 390 !  | ondiep gelegen zuilenstation | 1 juli 1918       | 55° 40′ 59″ NB, 12° 34′ 16″ OL |             |
| Vesterport               |              | 400 !  | uitgraving                   | 15 mei 1934       | 55° 40′ 33″ NB, 12° 33′ 45″ OL |             |
| Københavns Hovedbanegård |              | 410 !  | maaiveld                     | 1 december 1911   | 55° 40′ 21″ NB, 12° 33′ 51″ OL |             |
| Dybbølsbro               |              | 420 !  | maaiveld                     | 1 november 1934   | 55° 39′ 53″ NB, 12° 33′ 34″ OL |             |
| Carlsberg                |              | 430 !  | uitgraving                   | 3 juli 2016       | 55° 39′ 48″ NB, 12° 32′ 11″ OL |             |
| Valby                    |              | 440 !  | uitgraving                   | 26 juni 1847      | 55° 39′ 50″ NB, 12° 30′ 52″ OL |             |
| Langgade                 |              | 450 !  | talud                        | 23 september 1941 | 55° 40′ 0″ NB, 12° 30′ 16″ OL  |             |
| Peter Bangs Vej          |              | 460 !  | talud                        | 23 september 1941 | 55° 40′ 43″ NB, 12° 30′ 13″ OL |             |
| Flintholm                |              | 510 !  | kruisingsstation             | 24 januari 2004   | 55° 41′ 10″ NB, 12° 29′ 58″ OL |             |
| Vanløse                  |              | 800 !  | talud                        | 15 juni 1898      | 55° 41′ 16″ NB, 12° 29′ 32″ OL |             |
| Jyllingevej              |              | 810 !  | talud                        | 15 mei 1949       | 55° 41′ 25″ NB, 12° 28′ 41″ OL |             |
| Islev                    |              | 820 !  | talud                        | 15 mei 1949       | 55° 41′ 57″ NB, 12° 28′ 9″ OL  |             |
| Husum                    |              | 830 !  | uitgraving                   | 1880              | 55° 42′ 36″ NB, 12° 27′ 48″ OL |             |
| Herlev                   |              | 840 !  | maaiveld                     | 15 mei 1949       | 55° 43′ 8″ NB, 12° 26′ 37″ OL  |             |
| Skovlunde                |              | 850 !  | talud                        | 15 mei 1949       | 55° 43′ 23″ NB, 12° 24′ 11″ OL |             |
| Malmparken               |              | 860 !  | talud                        | 27 mei 1989       | 55° 43′ 29″ NB, 12° 23′ 11″ OL |             |
| Ballerup                 |              | 870 !  | maaiveld                     | 15 juni 1879      | 55° 43′ 48″ NB, 12° 21′ 28″ OL |             |
| Måløv                    |              | 880 !  | maaiveld                     | 27 mei 1989       | 55° 44′ 50″ NB, 12° 19′ 7″ OL  |             |
| Kildedal                 |              | 890 !  | talud                        | 26 november 2000  | 55° 45′ 7″ NB, 12° 17′ 13″ OL  |             |
| Veksø                    |              | 900 !  | maaiveld                     | 17 juni 1879      | 55° 45′ 0″ NB, 12° 14′ 20″ OL  |             |
| Stenløse                 |              | 910 !  | maaiveld                     | 18 februari 1882  | 55° 46′ 3″ NB, 12° 11′ 23″ OL  |             |
| Egedal                   |              | 920 !  | viaductstation               | 15 september 2002 | 55° 46′ 47″ NB, 12° 11′ 8″ OL  |             |
| Ølstykke                 |              | 930 !  | maaiveld                     | 17 juni 1879      | 55° 47′ 45″ NB, 12° 9′ 33″ OL  |             |
| Frederikssund            |              | 940 !  | maaiveld                     | 29 september 1989 | 55° 50′ 9″ NB, 12° 3′ 56″ OL   |             |

- De sorteerwaarde van de foto is de ligging langs de lijn

- International Standard Name Identifier: 0000 0004 6044 9635
- Virtual International Authority File: 109149365986785600392